# Крапивкін Ігор Євгенійович
Ігор Євгенович Крапивкин (14 травня 1966, Дніпропетровськ — 18 лютого 2021) — радянський і український футболіст, воротар і тренер. Майстер спорту СРСР (1990).

## Ігрова кар'єра
Вихованець дніпропетровського футболу. У 1984 році виступав у дублі «Дніпра». Не маючи шансів дебютувати у складі чемпіонів СРСР, пішов набиратися досвіду в команди другої ліги криворізький «Кривбас» та херсонський «Кристал». Військову службу проходив в одеському СКА.
З 1991 по 1993 рік захищав ворота «Буковини». У цій команді Ігор дебютував у першій лізі чемпіонату СРСР, а потім — 7 березня 1992 року і у вищій лізі чемпіонату України (перший матч проти тернопільської «Ниви»  — 2:1). У сезоні 1993/94 років чернівецька команда боролася за виживання у вищій лізі і відпустила Крапивкіна в першолігове івано-франківське «Прикарпаття». По ходу сезону в Івано-Франківську Ігор зіграв 12 матчів і завоював з командою золоті медалі першої ліги чемпіонату України. Відігравши наступні півсезону у вищій лізі за «Прикарпаття», перейшов у словацьку команду вищої ліги «Хемлон» (Гуменне), з якою став володарем Кубку Словаччини 1995/96 років.
У 1996 році повернувся в Україну і грав у командах «Прикарпаття», «Тисмениця», «Десна», «Миколаїв», «Полісся», «Папірник». 
У 1997 році деякий час значився у російській команді «Дружба» (Майкоп). Завершив кар'єру в 2001 році в «Буковині». Всього за «Буковину» провів 68 офіційних матчів (61 в чемпіонаті і 7 в кубку).
Всього в Вищій лізі України провів 52 матчі, пропустивши 78 голів («Буковина» (33 матчі, 43 пропущено), «Прикарпаття» (13 матчів, 19 пропущено), «Миколаїв» (6 голів, 16 пропущено))

## Тренерська кар'єра
У сезоні 2002/03 — тренував воротарів «Кривбасу» (Кривий Ріг, вища ліга). У 2005 році тренував дублерів криворізької команди. Брав участь у матчах ветеранів «Кривбасу».

## Досягнення
Володар Кубку Словаччини: 1995/96